# Шумихинский район
Шуми́хинский райо́н — административно-территориальная единица (район) на западе Курганской области России. В границах района в рамках организации местного самоуправления функционирует Шумихинский муниципальный округ (с 2004 до 2020 гг. — муниципальный район).
Административный центр — город Шумиха.

## География
Район расположен в западной части Курганской области и граничит с Щучанским, Шадринским, Мишкинским, Альменевским и Далматовским районами области. Территория составляет 2 809 км², что составляет 3,9 % площади Курганской области. По этому показателю район занимает 15-е место в области. Протяженность с севера на юг — 92 км, с запада на восток — 51 км. В районе протекает река Миасс, находится большое количество озёр. С запада на восток территорию района пересекают Южно-Уральская железная дорога и автомобильная магистраль «Байкал».
Граничит:
- на севере — с Далматовским районом и Шадринским районом
- на востоке — с Мишкинским районом
- на юге — с Альменевским районом
- на западе — с Щучанским районом

### Климат
Расположение Шумихинского района в глубине огромного континента определяет его климат как континентальный. Самым холодным месяцем является — январь (в среднем −18°), самым теплым — июль (в среднем +19°).

### Гидрография
Территория Шумихинского района, относится к бассейну Карского моря. Реки района имеют широкие долины, малые уклоны и малую глубину.
Реки
Река Миасс является главной водной артерией Шумихинского района. Большинство малых рек района являются её притоками: Тукманка (впадает в Миасс на границе Щучанского и Шумихинского районов), Карачелка (впадает в Миасс на территории села Карачельское), Каменка (впадает в Миасс вблизи села Благовещенское), Деревенский Лог (впадает в Миасс на территории деревни Большое Субботино), Карачуха (впадает в Миасс вблизи деревни Большое Субботино), Скакун (впадает в Миасс вблизи села Иванково Мишкинского района, но исток берёт в Шумихинском районе в нескольких километрах от деревни Межлесье), Боровлянка (впадает в Миасс на территории села Кирово Мишкинского района, но исток берёт в Шумихинском районе вблизи деревни Куликово).
Малые реки района тоже имеют свои притоки. Так притоками реки Каменка является — река Падь (впадает в Каменку вблизи автомобильной дороги Шумиха-Шадринск), река Калиновка (впадает в Каменку в нескольких километрах от деревни Забродино), река Кушма (впадает в Каменку в нескольких километрах от села Благовещенское).
В свою очередь, главная водная артерия Шумихинского района — река Миасс является притоком реки Исеть, так же, как и река Барнева (протекающая в Далматовском и Шадринском районах, но исток берёт из болот на северо-западе Шумихинского района).
| Самые крупные реки Шумихинского района | Самые крупные реки Шумихинского района | Самые крупные реки Шумихинского района | Самые крупные реки Шумихинского района |
| Название реки                          | Длина (км)                             | Площадь бассейна (км²)                 | Куда впадает                           |
| -------------------------------------- | -------------------------------------- | -------------------------------------- | -------------------------------------- |
| Миасс                                  | 45                                     | 21 800                                 | река Исеть                             |
| Каменка                                | 50                                     | 1 440                                  | река Миасс                             |
| Карачелка                              | 36                                     | —                                      | река Миасс                             |
| Кушма                                  | 14                                     | —                                      | река Каменка                           |
| Скакун                                 | 10                                     | —                                      | река Миасс                             |

Озёра
На территории Шумихинского района более 100 озёр, часть которых имеет лечебные свойства, 30% используются для рыболовства. Особой популярностью у рыбаков пользуются озера Бабье (расположено вблизи села Петухи), Большое Тетерье (расположено в нескольких километрах от села Малое Дюрягино), Лебяжье (расположено вблизи города Шумиха), Угловое (расположено вблизи деревни Антошкино) и Щучье (расположено вблизи села Травяное).
Обладают лечебными свойствами озера Курган (расположено вблизи села Березово, на берегу озера в советское время размещался пионерский лагерь) и Птичанское Горькое (расположено вблизи села Птичье, рядом с озером находится Птичанский областной опорно-двигательный детский санаторий). Оба озера являются памятниками природы Курганской области.
| Самые крупные озёра района | Самые крупные озёра района | Самые крупные озёра района | Самые крупные озёра района |
| Название озера             | Площадь (км²)              | Наибольшая глубина (м)     | Степень солености          |
| -------------------------- | -------------------------- | -------------------------- | -------------------------- |
| Чесноково                  | 21,6                       | -                          | Пресное                    |
| Камышное                   | 16                         | 3                          | Пресное                    |
| Угловое                    | 13                         | 4                          | Пресное                    |
| Большое Пустое             | 13                         | 1,5                        | Соленое                    |
| Куликово                   | 12,3                       | -                          | Пресное                    |
| Ленево                     | 8                          | 3                          | Пресное                    |
| Травяное                   | 6,5                        | 3                          | Пресное                    |

Животный мир
В районе обитают главным образом лесные животные, среди которых много млекопитающих. Основными из них являются хорь, куница, заяц-беляк, ежи, горностай, колонок, различные грызуны (полевая и лесная мыши, крыса и другие). А также встречаются волк, кабан, косуля, лисица, лось, енотовидная собака.
В районе обитает большое количество птиц, основными являются глухарь, тетерев, серая куропатка, коршуны. Гнездятся в Шумихинском районе птицы занесенные в Красную книгу области — орлан-белохвост и черноголовый хохотун (занесён в Красную книгу России).
Охрана природы
На территории района созданы и функционируют:
- 1 государственный природный зоологический заказник: Шумихинский.
- 8 памятников природы: Дендросад (Птичанский областной опорно-двигательный детский санаторий), Черноольшанник (озеро Линево), Кушмянский лог (Кушма), Песчанский бор (Галкино), Островной бор (Благовещенское), Родник (Карачельское), озеро Птичанское Горькое, озеро Курган с прилегающим лесом.

## История

### 1923—1963 годы
На основании постановления ВЦИК от 3 ноября 1923 года и Декрета ВЦИК от 12 ноября 1923 года в составе Челябинского округа Уральской области образован Шумихинский район с центром в селе Шумиха из Каменской, Карачельской, Рижской, Стариковской, Столбовской, Шумихинской и части Птичанской волостей Челябинского уезда Челябинской губернии. В состав района вошли 20 сельсоветов: Антошинский, Берёзовский, Благовещенский, Большерижский, Воробьевский, Горшковский, Дюрягинский, Каменский, Карачельский, Кипельский, Котликовский, Кушмянский, Малодюрягинский, Николаевский, Птичанский, Стариковский, Столбовский, Хохловский, Чирковский, Шумихинский.
В 1924—1925 годах упразднены Антошинский, Воробьевский, Дюрягинский и Николаевский сельсоветы.
В 1926 году Большерижский сельсовет переименован в Рижский сельсовет.
Постановлением ВЦИК от 20 апреля 1930 года из упразднённого Воскресенского района перечислены Куликовский и Травянский сельсоветы; из Мишкинского района перечислены колхоз Ивановский и деревня Чеснокова Бутырского  сельсовета (включены в Кушмянский сельсовет), деревня Ввороньжа и село Петухи Петуховского сельсовета и Субботинский сельсовет.
Постановлением ВЦИК от 17 января 1934 года район включён в состав вновь образованной Челябинской области.
Постановлением ВЦИК от 18 января 1935 года Котликовский, Куликовский, Рижский, Стариковский и Травянский сельсоветы перечислены во вновь образованный Галкинский район.
Указом Президиума Верховного Совета РСФСР от 27 ноября 1938 года и от 26 декабря 1938 года село Шумиха преобразовано в рабочий посёлок.
Указом Президиума Верховного Совета РСФСР от 12 сентября 1942 года образован Большевистский сельсовет.
Указом Президиума Верховного Совета СССР от 6 февраля 1943 года район включён в состав вновь образованной Курганской области.
Указом Президиума Верховного Совета РСФСР от 12 февраля 1944 года рабочий посёлок Шумиха преобразован в город районного подчинения.
Указом Президиума Верховного Совета РСФСР от 14 июня 1954 года упразднён Горшковский сельсовет.
Указом Президиума Верховного Совета РСФСР от 3 ноября 1960 года из упразднённого Галкинского района перечислены Галкинский, Котликовский и Стариковский сельсоветы.
Решением Курганского облисполкома от 12 марта 1962 года упразднён Котликовский сельсоветы.
Решением Курганского облисполкома от 16 июня 1962 года упразднён Берёзовский сельсовет.

### 1962—1965 годы
Указом Президиума Верховного Совета РСФСР от 1 февраля 1963 года образован укрупненный Шумихинский сельский район с центром в городе областного подчинения Шумиха. В состав района вошло 36 сельсоветов: Благовещенский, Большевистский, Варлаковский, Введенский, Вилкинский, Галкинский, Гладышевский, Иванковский, Каменский, Карасинский, Карачельский, Кипельский, Кировский, Коровинский, Краснознаменский, Купайский, Кушмянский, Малодюрягинский, Маслейский, Мокрушинский, Мыркайский, Островинский, Первомайский, Петуховский, Прошкинский, Птичанский, Рижский, Рождественский, Сладко-Карасинский, Стариковский, Столбовский, Субботинский, Травянский, Хохловский, Чирковский, Шаламовский и Мишкинский поссовет.
Решением Курганского облисполкома от 8 апреля 1963 года упразднён Субботинский сельсовет.
Решением Курганского облисполкома от 18 сентября 1963 года упразднён Сладко-Карасинский сельсовет.
Указом Президиума Верховного Совета РСФСР от 3 марта 1964 года Альменевский, Иванковский, Казенский, Парамоновский, Шариповский и Юламановский сельсоветы перечислены из Целинного сельского района; Бороздинский и Танрыкуловский сельсоветы перечислены из Щучанского сельского района; Мишкинский поссовет, Варлаковский, Введенский, Вилкинский, Гладышевский, Иванковский, Карасинский, Кировский, Коровинский, Краснознаменский, Купайский, Маслейский, Мокрушинский, Мыркайский, Островинский, Первомайский, Рождественский и Шаламовский сельсоветы перечислены во вновь образованный Мишкинский сельский район.
Решением Курганского сельского облисполкома от 27 апреля 1964 года упразднён Хохловский сельсовет.

### С 1965 года
Указом Президиума Верховного Совета РСФСР от 12 января 1965 года Шумихинский сельский район преобразован в Шумихинский район с центром в городе районного подчинения Шумиха. Альменевский, Бороздинский, Иванковский, Казенский, Парамоновский, Танрыкуловский, Шариповский, Юламановский сельсоветы перечислены во вновь образованный Альменевский район.
Решением Курганского облисполкома от 1 марта 1971 года упразднён Чирковский сельсовет.
Решением Курганского облисполкома от 19 декабря 1973 года Петуховский сельсовет переименован в Трусиловский сельсовет.
Решением Курганского облисполкома от 18 августа 1981 года Малодюрягинский сельсовет переименован в Берёзовский сельсовет.
Постановлением Президиума Курганского областного Совета народных депутатов от 13 ноября 1991 года образован Мало-Дюрягинский сельсовет.
Законом Курганской области от 27 июня 2018 года упразднён Прошкинский сельсовет.
Законом Курганской области от 31 октября 2018 года упразднён Кипельский сельсовет.
Законом Курганской области от 23 июня 2020 года № 48 в районе упразднены все сельсоветы, муниципальный район и входившие в его состав сельские поселения были преобразованы путём их объединения к 3 июля 2020 года в муниципальный округ.

## Население
| 1926    | 1939    | 1959    | 1970    | 1979    | 1989    | 2002    |
| ------- | ------- | ------- | ------- | ------- | ------- | ------- |
| 42 828  | ↘30 818 | ↗33 877 | ↗42 344 | ↘39 113 | ↘38 122 | ↘33 051 |
| 2009    | 2010    | 2011    | 2012    | 2013    | 2014    | 2015    |
| ↘31 504 | ↘28 499 | ↘28 415 | ↘27 651 | ↘27 019 | ↘26 527 | ↘26 267 |
| 2016    | 2017    | 2018    | 2019    | 2020    | 2021    |         |
| ↘26 003 | ↘25 753 | ↘25 357 | ↘25 036 | ↘24 745 | ↘24 153 |         |

### Урбанизация
Городское население (город Шумиха) составляет 67,34 % от всего населения района.

## Территориальное устройство
В рамках административно-территориального устройства, до 2020 года район делился на административно-территориальные единицы: 1 город районного подчинения и 14 сельсоветов.
В рамках муниципального устройства, до 2020 года в одноимённый муниципальный район входили 15 муниципальных образований, в том числе 1 городское поселение и 14 сельских поселений.
| №        | Муниципальное образование  | Административный центр | Количество населённых пунктов | Население (чел.) | Площадь (км²) |
| -------- | -------------------------- | ---------------------- | ----------------------------- | ---------------- | ------------- |
| 1e-06    | Городское поселение:       |                        |                               |                  |               |
| 1        | город Шумиха               | город Шумиха           | 1                             | ↘17 152          | 28,16         |
| 1.000002 | Сельские поселения:        |                        |                               |                  |               |
| 2        | Берёзовский сельсовет      | село Березово          | 3                             | ↘320             | 116,90        |
| 3        | Благовещенский сельсовет   | село Благовещенское    | 2                             | ↘293             | 156,14        |
| 4        | Большевистский сельсовет   | село Крутая Горка      | 6                             | ↘820             | 263,05        |
| 5        | Галкинский сельсовет       | село Галкино           | 3                             | ↘543             | 236,00        |
| 6        | Каменский сельсовет        | село Каменное          | 5                             | ↗902             | 130,53        |
| 7        | Карачельский сельсовет     | село Карачельское      | 3                             | ↘776             | 113,81        |
| 7.000003 | Кипельский сельсовет       | село Кипель            | 2                             | ↗233             | 101,10        |
| 8        | Кушмянский сельсовет       | село Кушма             | 6                             | ↘609             | 190,12        |
| 9        | Мало-Дюрягинский сельсовет | село Малое Дюрягино    | 1                             | ↗472             | 32,00         |
| 9.000004 | Прошкинский сельсовет      | село Прошкино          | 1                             | ↘128             | 96,30         |
| 10       | Птичанский сельсовет       | село Птичье            | 2                             | ↘736             | 211,46        |
| 11       | Рижский сельсовет          | село Большая Рига      | 3                             | ↘621             | 269,70        |
| 12       | Стариковский сельсовет     | село Стариково         | 4                             | ↘510             | 291,60        |
| 13       | Столбовский сельсовет      | село Столбово          | 1                             | ↘252             | 120,60        |
| 14       | Травянский сельсовет       | село Травяное          | 2                             | ↘231             | 186,93        |
| 15       | Трусиловский сельсовет     | село Трусилово         | 3                             | ↘508             | 264,19        |

Законом Курганской области от 27 июня 2018 года, в состав Галкинского сельсовета было включено единственное село упразднённого Прошкинского сельсовета.
Законом Курганской области от 31 октября 2018 года, в состав Каменского сельсовета были включены все два населённых пункта упразднённого Кипельского сельсовета.
Законом Курганской области от 23 июня 2020 года муниципальный район и все входившие в его состав городское и сельские поселения были упразднены и преобразованы путём их объединения в муниципальный округ.
Законом Курганской области от 30 июня 2020 года помимо этого были упразднены все сельсоветы района как его административно-территориальные единицы.

## Населённые пункты
В Шумихинском районе (муниципальном округе) 46 населённых пунктов, в том числе один город и 45 сельских населённых пунктов.
| №  | Населённый пункт   | Тип     | Население | Бывшее муниципальное образование |
| -- | ------------------ | ------- | --------- | -------------------------------- |
| 1  | Антошкино          | деревня | ↘65       | Рижский сельсовет                |
| 2  | Береговая          | деревня | ↘12       | Карачельский сельсовет           |
| 3  | Березово           | село    | ↘302      | Берёзовский сельсовет            |
| 4  | Благовещенское     | село    | ↘382      | Благовещенский сельсовет         |
| 5  | Большая Николаевка | деревня | ↘99       | Стариковский сельсовет           |
| 6  | Большая Рига       | село    | ↘713      | Рижский сельсовет                |
| 7  | Большое Дюрягино   | деревня | ↘396      | Карачельский сельсовет           |
| 8  | Большое Субботино  | деревня | ↘57       | Благовещенский сельсовет         |
| 9  | Воробьёво          | деревня | ↘78       | Берёзовский сельсовет            |
| 10 | Галкино            | село    | ↘594      | Галкинский сельсовет             |
| 11 | Горшково           | деревня | ↘85       | Каменский сельсовет              |
| 12 | Дубравная          | деревня | ↘37       | Большевистский сельсовет         |
| 13 | Забродино          | деревня | ↘112      | Каменский сельсовет              |
| 14 | Каменное           | село    | ↘473      | Каменский сельсовет              |
| 15 | Карандашово        | деревня | ↘342      | Каменский сельсовет              |
| 16 | Карасева           | деревня | ↘2        | Галкинский сельсовет             |
| 17 | Карачельское       | село    | ↘634      | Карачельский сельсовет           |
| 18 | Кардаполова        | деревня | ↘133      | Стариковский сельсовет           |
| 19 | Кипель             | село    | ↘249      | Каменский сельсовет              |
| 20 | Котлик             | деревня | ↘136      | Большевистский сельсовет         |
| 21 | Красный Холм       | деревня | ↘197      | Большевистский сельсовет         |
| 22 | Крутая Горка       | село    | ↘729      | Большевистский сельсовет         |
| 23 | Куликово           | деревня | ↘101      | Травянский сельсовет             |
| 24 | Курганова          | деревня | ↘28       | Большевистский сельсовет         |
| 25 | Кушма              | село    | ↘296      | Кушмянский сельсовет             |
| 26 | Лесная             | деревня | ↗86       | Трусиловский сельсовет           |
| 27 | Малое Дюрягино     | село    | ↗472      | Мало-Дюрягинский сельсовет       |
| 28 | Межлесье           | деревня | ↘95       | Большевистский сельсовет         |
| 29 | Михайловка         | деревня | ↘93       | Галкинский сельсовет             |
| 30 | Мичуринец          | посёлок | ↘107      | Кушмянский сельсовет             |
| 31 | Назарово           | деревня | ↘30       | Рижский сельсовет                |
| 32 | Петухи             | село    | ↘163      | Трусиловский сельсовет           |
| 33 | Пристанционный     | посёлок | ↘191      | Кушмянский сельсовет             |
| 34 | Прошкино           | село    | ↘128      | Галкинский сельсовет             |
| 35 | Птичье             | село    | ↘624      | Птичанский сельсовет             |
| 36 | Родники            | деревня | ↘78       | Стариковский сельсовет           |
| 37 | Сажино             | деревня | ↘337      | Птичанский сельсовет             |
| 38 | Стариково          | село    | ↘646      | Стариковский сельсовет           |
| 39 | Столбово           | село    | ↘252      | Столбовский сельсовет            |
| 40 | Травяное           | село    | ↘309      | Травянский сельсовет             |
| 41 | Трусилово          | село    | ↘358      | Трусиловский сельсовет           |
| 42 | Хохлы              | деревня | ↘114      | Кушмянский сельсовет             |
| 43 | Хохлы              | посёлок | →4        | Кушмянский сельсовет             |
| 44 | Чеснокова          | деревня | ↘125      | Кушмянский сельсовет             |
| 45 | Чистое             | посёлок | ↘56       | Берёзовский сельсовет            |
| 46 | Шумиха             | город   | ↘16 264   | город Шумиха                     |

## Экономика
Основу экономики района составляет сельскохозяйственное производство. Значимыми для района являются сельхозпредприятия: «УралАгро» и корпорация «НИКО», «Терра плюс», специализированные на выращивании крупного рогатого скота и зерновых культур. Промышленность представлена: «Шумихинским заводом подшипниковых иглороликов», «Шумихинским машиностроительным заводом», «Шумихинской межрайонной типографией», «Шумихинский урановым заводом» и другие.
- ООО «Рыбхоз—Шумиха» (с. Малое Дюрягино) — производство мясных полуфабрикатов;
- КФХ «Кочевник» (с. Трусилово) — аграрный туризм;
- ООО «Завод специального оборудования» (село Крутая Горка) — установка металлоконструкций на автомобильные шасси.

## Транспорт
Автомобильный транспорт
| Российский номер | Протяженность (км) | Информация о трассе                                              |
| ---------------- | ------------------ | ---------------------------------------------------------------- |
| Р328             | 120                | Шумиха — Целинное — Усть-Уйское — граница с Казахстаном          |
|                  | 110                | Шумиха — Карачельское — Большая Рига — Красная Звезда — Шадринск |
|                  | 140                | Шумиха — Карачельское — Стариково — Уксянское — Далматово        |

- Шумиха — Усть-Уйское (124 км), через с. Птичье, д. Сажино. Выход в Альменевский и Целинный районы, а также в Республику Казахстан;
- Шумиха — Шадринск (110 км), через с. Карачельское, с. Большая Рига. Выход в Шадринск (Шадринский район), а также на трассу Шадринск — Миасское (Челябинская область);

Дороги местного значения:
- Шумиха — Прошкино (Шумихинский район), через Карачельское, Стариково, Галкино. После с. Прошкино начинается Далматовский район, где дорога вообще отсутствует около 20 км до с. Новопетропавловское (Далматовский район). Дорога выводит Далматовский район и на трассу Шадринск — Миасское.
- Шумиха — Столбово — Майлык (34 км), выход в Майлык (Альменевский район).

Мосты и путепроводы
По региональным трассам Шумихинского района эксплуатируется 11 мостов и 1 путепровод. Ниже представлен перечень наиболее крупных мостов и путепроводов.
- Шумихинский автомобильный мост (Виадук) - трасса «Шумиха — Усть-Уйское», длина моста 154 метра;
- Карачельский мост - трасса «Шумиха — Шадринск», длина моста 172 метра;
- Забродинский мост - трасса «Шумиха — Шадринск», длина моста 71 метр.

## Достопримечательности
В районе на берегу уникального солёного озера Горькое, вода которого не уступает лечебным свойствам знаменитого озера-курорта Медвежье, находится детский санаторий, где излечиваются заболевания опорно-двигательной системы.

## Религия
Русская православная церковь
| Название                      | Адрес                     | Строительство  | Современный статус | Изображение |
| ----------------------------- | ------------------------- | -------------- | ------------------ | ----------- |
| Церковь Троицы Живоначальной  | село Малое Дюрягино       | 1892           | Действующая        |             |
| Церковь Михаила Архангела     | село Столбово             | -              | Разрушена на 25%   |             |
| Церковь Петра и Павла         | село Кушма                | начало XX века | Действующая        |             |
| Церковь Преображения Господня | деревня Большое Субботино | 1861—1866      | Разрушена на 70%   |             |
| Церковь Трех Святителей       | село Карачельское         | 1746           | Действующая        |             |

г. Шумиха - Храм Покрова Божией Матери, полностью разрушен, данных нет.
с. Горшково – Храм в честь Архангела Михаила, каменный, не используется, разрушен на 25 процентов. (фото)
с.Петухи – Храм в честь св. апостолов Петра и Павла, каменный, не используется, разрушен на 60 процентов. (фото)
с.Красный Яр – Храм в честь Казанской иконы Божией Матери, каменный, не используется, разрушен на 50 процентов.(фото)
с.Михайловка – Храм в честь св.  Архангела Михаила, каменный, не используется, разрушен на 40 процентов .(фото)
с.Травяное – Храм в честь св.Пророка  Илии, каменный, не используется,
разрушен на 60 процентов. (фото)
с.Галкино- Храм в честь св. равноапостольных царя Константина и царицы Елены, храм полностью разрушен,  данных нет.
с.Каменное- Храм в честь св.муч.Параскевы Пятницы, храм полностью разрушен, данных нет.
с.Стариково- Храм в честь святителя Николая Мир Ликийских чудотворца, полностью разрушен, данных нет.
с.Птичье- Храм в честь Казанской иконы Божией Матери, храм полностью разрушен, данных нет.
с.Большая Рига- Храм разрушен данных нет.
с.Благовещенское- Храм в честь Благовещения Пресвятой Богородицы, полностью разрушен, данных нет.
Протестантство
| Название    | Адрес        | Строительство | Современный статус | Изображение |
| ----------- | ------------ | ------------- | ------------------ | ----------- |
| Дом молитвы | город Шумиха | -             | Действующая        |             |

Ислам
| Название | Адрес        | Строительство | Современный статус | Изображение |
| -------- | ------------ | ------------- | ------------------ | ----------- |
| Мечеть   | город Шумиха | -             | Действующая        |             |

## Пресса
19 декабря 1930 года вышел первый номер газеты «Ленинский путь», с 24 апреля 1962 года называется «Знамя труда».
С 26 августа 2010 года издаётся еженедельник «Наша Шумиха».

## Известные жители
- Герои Советского Союза, родившиеся на этой территории: К.А. Евстигнеев (1917—1996, дважды Герой), П.Г. Агеев (1913—1947).
- Герои Социалистического Труда, родившиеся на этой территории: П.И. Рассохин (род. 1928), Ю.Ф. Филатов (1937—2006).

### Руководители органов исполнительной власти

#### Глава Администрации Шумихинского района
- 1996 — 2004 — Кайгородов Сергей Михайлович

#### Глава Шумихинского района
- 28 ноября 2004 — 23 мая 2014 — Букреев Александр Михайлович, ушел в отставку[29]
- 23 мая 2014 — 25 сентября 2014 — и. о. Чичиланов Александр Михайлович
- 25 сентября 2014 — 21 июля 2016 — Букарев Владимир Викторович, досрочно сложил полномочия[30]
- 21 июля 2016 — 11 октября 2016 — и. о.  Кайгородов Сергей Михайлович
- 11 октября 2016 — 29 декабря 2020 — Максимовских Сергей Иванович
  - 29 декабря 2020 — 28 марта 2023 — Цицилина Елена Федоровна, руководитель ликвидационной комиссии, юридическое лицо Администрация Шумихинского района (ИНН 4524002450) ликвидировано 28 марта 2023 года.

#### Глава Шумихинского муниципального округа
30 декабря 2020 года зарегистрирована Администрация Шумихинского муниципального округа Курганской области (ИНН 4524097205)
- С 25 декабря 2020 — Максимовских Сергей Иванович

### Руководители органов законодательной власти

#### Председатель Шумихинской районной Думы
Шумихинская районная Дума сформирована в 1996 году в соответствии с Законом Курганской области от 05 февраля 1996 года № 37 «О местном самоуправлении в Курганской области» и Законом Курганской области от 22 июля 1996 года № 67 «О выборах депутатов представительных органов местного самоуправления Курганской области». В соответствии с Уставом района были избраны 14 депутатов.
- I созыв (выборы 24 ноября 1996 — 2000) — Кайгородов Сергей Михайлович
- II созыв (выборы 26 ноября 2000 — 2004) — Кайгородов Сергей Михайлович

В соответствии с Уставом района были избраны 15 депутатов.
- III созыв (выборы 28 ноября 2004 — 2010) — Корюкина Людмила Максимовна
- IV созыв (выборы 14 марта 2010 — 2015) — Устинов Андрей Федорович
- V созыв (выборы 13 сентября 2015 — 2020)
  - 2015 — 2019 — Гончаренко Сергей Владимирович
  - 2019 — 10 ноября 2020 — Банщиков Василий Николаевич 
    - 10 ноября 2020 — 20 мая 2021 — Карпов Денис Михайлович, руководитель ликвидационной комиссии, юридическое лицо Шумихинская районная Дума (ИНН 4524007191) ликвидировано 20 мая 2021 года.

#### Председатель Думы Шумихинского муниципального округа
20 января 2021 года зарегистрирована Дума Шумихинского муниципального округа Курганской области (ИНН 4524097283)
- I созыв (выборы 18 октября 2020 — 2025) — Чичиланов Александр Михайлович